# (54362) Restitutum
(54362) Restitutum – planetoida z pasa głównego asteroid okrążająca Słońce w ciągu 4,29 lat w średniej odległości 2,64 j.a. Odkryta 27 maja 2000 roku przez Myke’a Collinsa i Minora White’a w obserwatorium w miejscowości Anza w Kalifornii. Łacińskie słowo restitutum oznacza coś, co zostało przywrócone na swoje miejsce. Słowo to odnosi się do okoliczności odkrycia planetoidy, która została „zgubiona” wkrótce po odkryciu, lecz później ją odnaleziono.